# De Snikzwaagsterpolder
De Snikzwaagsterpolder was een waterschap gelegen in de toenmalige Nederlandse gemeenten Haskerland en Utingeradeel in de provincie Friesland, dat een zelfstandig overheidsorgaan was van 1929 tot 1968. Het waterschap besloeg een oppervlakte van 467 hectare.
Het waterschap regelde in een deel van het gebied het de waterstand gedurende het gehele jaar, in een ander deel alleen in de zomer. Verder had het waterschap het bevorderen van het verkeer te water en op het land tot doel. Op 1 oktober 1968 werd het waterschap bij de eerste provinciale waterschapsconcentratie in Friesland opgeheven en ging het op in waterschap Boarnferd.
Na verdere fusies valt het gebied vanaf 2004 onder Wetterskip Fryslân. 